# Burgerroth
Burgerroth ist ein Gemeindeteil der Stadt Aub im unterfränkischen Landkreis Würzburg in Bayern.

## Geografische Lage
Das Pfarrdorf Burgerroth liegt im Süden des Auber Gemeindegebietes. Im Norden, verbunden durch die Kreisstraße WÜ 43, ist der Auber Gemeindeteil Baldersheim zu finden. Der Westen wird von der Gemarkung von Waldmannshofen, einem Gemeindeteil von Creglingen, im baden-württembergischen Main-Tauber-Kreis eingenommen. Südlich liegt Bieberehren, wobei die Gemarkung des Gemeindeteils Buch Burgerroth am nächsten liegt. Mit Aufstetten beginnt im Osten das Gemeindegebiet von Röttingen.

## Geschichte
In der Nähe von Burgerroth entdeckte man die Überreste einer jungsteinzeitlichen Siedlung. Später siedelten sich nordöstlich und südwestlich Menschen an, beide Siedlungen sind heute als Bodendenkmäler eingeordnet. Das heutige Dorf wurde erst im Mittelalter besiedelt, vielleicht handelte es sich um einen späten Ausbauort. Um 1220 verfing sich laut der Sage der Schleier der heiligen Kunigunde in einer alten Linde nahe dem Ort. Hier wurde eine Kapelle errichtet.
Burgerroth selbst erhielt erst im 15. Jahrhundert ein eigenes Gotteshaus. Die Kirche wurde dem heiligen Andreas geweiht. Im Zuge der Gegenreformation versuchte der Würzburger Fürstbischof Julius Echter von Mespelbrunn die Burgerrother wieder zum katholischen Glauben zu bringen, indem er die alte Kirche renovieren ließ. Noch heute ist das Dorf mehrheitlich katholisch geprägt. Seit 1976 ist Burgerroth Stadtteil von Aub.

## Baudenkmäler

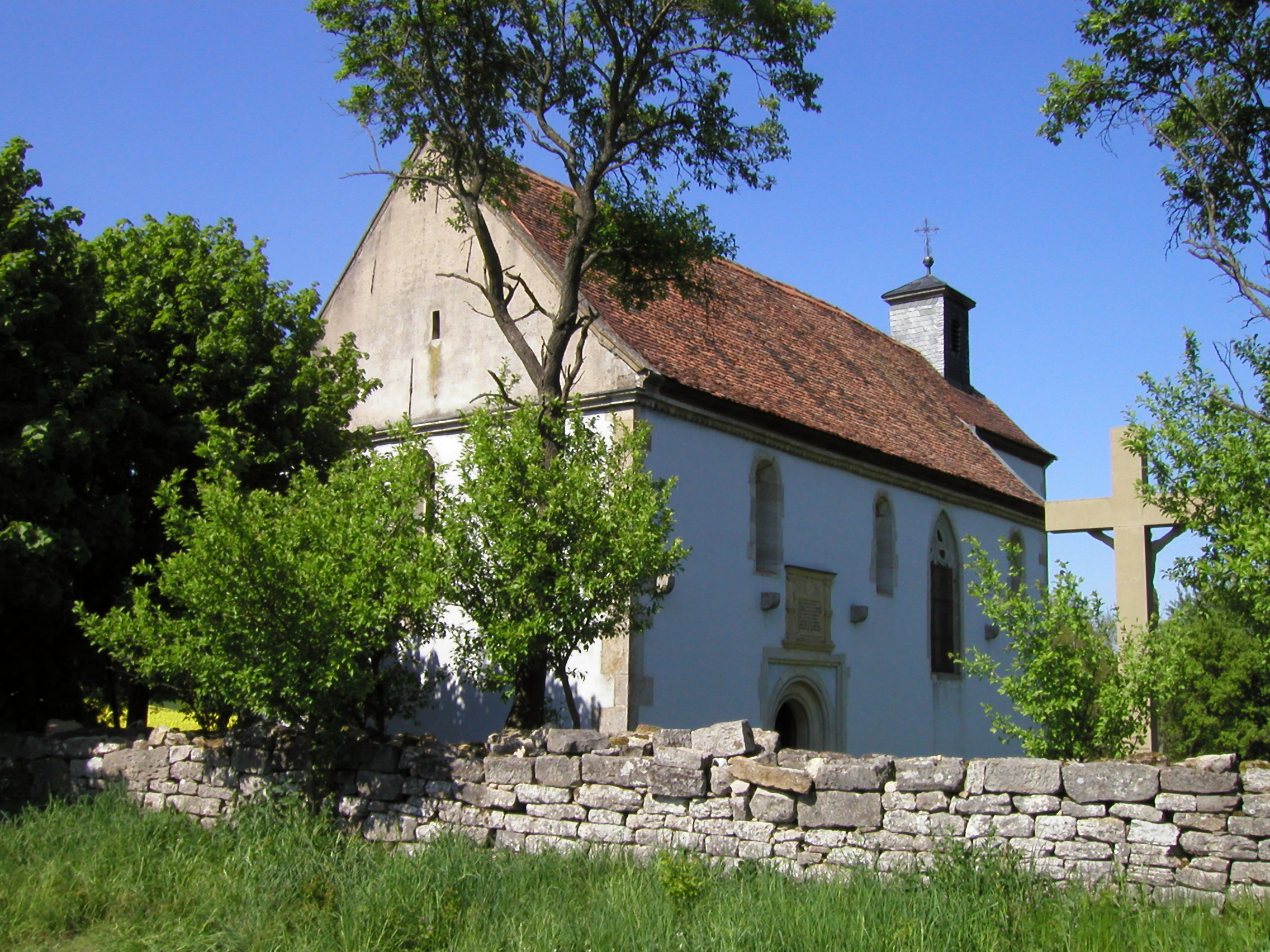
Kunigundenkapelle in Burgerroth

Wichtigstes Baudenkmäler in der Gemarkung von Burgerroth ist die sogenannte Kundigundenkapelle. Sie wurde um 1220 erbaut und als Wallfahrtskirche zur heiligen Kunigunde genutzt. Gleichzeitig nutzten die Dörfer Buch, Burgerroth und Niedersteinach. Die Kapelle besitzt noch heute den spätromanischen Charakter der Bauzeit. Im Jahr 1614 ließ Fürstbischof Julius Echter von Mespelbrunn die Kapelle umgestalten, erst 1960 wurden diese Veränderungen rückgängig gemacht.
Neben der Kapelle hat sich der sogenannte Kunigundenstein erhalten, an dem, laut der Sage, die Heilige gekniet haben soll. Noch heute sind hier die Abdrücke zu finden. Die sogenannte Kunigundenlinde ist als Naturdenkmal eingeordnet.
Die katholische Andreaskirche entstand als klassizistischer Bau in der ersten Hälfte des 19. Jahrhunderts. Allerdings geht das Gotteshaus auf einen Vorgängerbau zurück, der an derselben Stelle lag. Um das Dorf sind viele Bildstöcke zu finden, die zumeist auf das 18. Jahrhundert zurückgehen. Sie verweisen auf die Volksfrömmigkeit der Bevölkerung. Im Dorf selbst stehen noch einige alte Häuser, die ehemalige Schule wurde 1791 errichtet.